# Nuțu Olteanu
Ion Olteanu, cunoscut ca Nuțu Olteanu, (n. 10 august 1957, București, România) este un chitarist român, fondator al grupului rock Iris, în anul 1977, alături de Emil (Brando) Lechințeanu și de Nelu Dumitrescu. Iris a debutat oficial în februarie 1977, la Clubul de la ora 7 din București, în formulă de trio, cu Nuțu Olteanu la chitară și voce. Practic el este și primul vocalist al grupului Iris, timp de aproximativ un an, din 1978, formației alăturându-se soliști vocali precum Ion (Nelu) Jecan sau Lucian Chivu, iar mai apoi, din 1980, Cristi Minculescu.
În perioada 1980–1981, ia o pauză cu Iris și pleacă la grupul Roșu și Negru, condus de Liviu Tudan. Lui Nuțu i se alătură la Roșu și Negru și bateristul Nelu Dumitrescu. Ambii revin la Iris spre sfârșitul lui 1981. Nuțu Olteanu înregistrează cu Iris mai multe piese în studiorile TVR și Radio România, dar și celebrul album de debut al formației, lansat la Electrecord în 1984. Pe acest disc, Nuțu formează un redutabil cuplu chitaristic alături de Florin Ochescu.
În februarie 1986, părăsește Iris-ul împreună cu solistul Dan Bittman, și alături de basistul Mihai (Marty) Popescu – plecat și el din Iris, dar în noiembrie 1984 – cei doi reformează Holograf. În Holograf Nuțu îl înlocuiește pe Mihai Pocorschi, retras din cauza hepatitei. Cu Holograf, Nuțu Olteanu înregistrează trei materiale discografice, printre cele mai bine vândute în anii '80 de un grup rock autohton: LP-urile Holograf 2 (1987), Holograf III (1988) și maxi-single-ul Holograf Patru (1990).
La începutul anilor '90 emigrează în Suedia și fondează Ion Olteanu Band, cu care revine în România pentru a concerta la Festivalul „Rock '92”, organizat la Arenele Romane din Capitală în 11 și 12 septembrie 1992. Apare alături de grupul LedBoots (Suedia). Pe 17 octombrie 1997 este prezent la Sala Polivalentă din București, la concertul aniversar „Iris 20 de ani”, pe scenă fiind refăcută prima formulă Iris (alături de Emil Lechințeanu și de Nelu Dumitrescu).
În 2003, colaborează cu fosta sa trupă, Holograf, la albumul Pur și simplu, iar în perioada 2003–2004 însoțește turneul național al trupei Holograf, de promovare a acestui material discografic. Continuă colaborarea cu Holograf, revenind în țară și participând în 31 martie 2009 la concertul „Primăvara începe cu tine”, cu ocazia căruia Holograf lansează un „best of”. În toamnă, concertează cu Holograf pe scena Festivalului „Cerbul de Aur” de la Brașov. De asemenea, se alătură grupurilor suedeze Bejerstrand și Sabbtail. După o perioadă în care a cântat împreună cu Cristi Minculescu într-un super grup (2013–2015), în anul 2017 revine în Iris (după scindarea formației), alăturându-se aripii Iris Nelu Dumitrescu și participând la realizarea albumelor Lumea toată e un circ (2018) și Zodiac (2022). În paralel, este membru în grupul de blues rock Nuțu Olteanu's Guts & Grace.

## Biografie
Ion Olteanu s-a născut pe 10 august 1957, în București. Mai cunoscut sub diminutivul de „Nuțu” Olteanu, el s-a apucat de cântat la chitară de la o vârstă fragedă.
În primăvara anului 1976, împreună cu fostul său coleg de bancă de la Școala Generală 189 din cartierul Berceni, Emil Brando Lechințeanu (bas), și cu Ion „Nelu” Dumitrescu (baterie), Nuțu Olteanu începe să repete, în fiecare după-amiază între orele 15:00 și 22:00, la fabrica de mezeluri Popești-Leordeni. Are loc debutul pe scenă, la Casa de Cultură din București, în „Clubul de la ora 7” al lui Aurel Gherghel.
În 1977, Nuțu Olteanu, Emil Lechințeanu și Nelu Dumitrescu dau trupei numele IRIS. Tot în acest an are loc prima apariție pe o scenă mare, la Sala Polivalentă din București, într-un concert în care numele „grele” erau Roșu și Negru, F.F.N. și Sfinx.
În 1978 se înregistrează prima apariție discografică a trupei, pe compilația Formații de muzică pop 3, cu piesa lui Emil Lechințeanu - „Corabia cu pânze”, avându-l ca vocalist pe Nelu Jecan. Emil Lechințeanu părăsește formația, iar trupa trece apoi prin numeroase schimbări de componență, lucru obișnuit în acea perioadă. Printre numele notabile care se perindă prin trupă s-au aflat Sorin Chifiriuc și Cristi Minculescu.
În 1980, Nuțu Olteanu părăsește trupa și se alătură formației Roșu și Negru, trupa lui Liviu Tudan fiind una dintre cele mai de succes formații în acel moment. Nuțu este înlocuit la IRIS pentru o scurtă perioadă de timp de Clement Iordănescu, apoi de Adrian „Adi” Ilie, venit de la trupa Domino. Pe blogul său, Adi Ilie consideră plecarea lui Nuțu Olteanu de la IRIS drept „o trădare”. Mai mult, deoarece după o lună și Nelu Dumitrescu pleacă la Roșu și Negru, Adrian Ilie susține că cel care l-a chemat acolo este chiar Nuțu Olteanu: „După o lună, a plecat și Nelu la Roșu și Negru, ispitit de Ion Olteanu”.
În 1982, după un concert susținut de Balul Bobocilor la Arhitectură, Nelu și Nuțu revin la IRIS, împreună cu Mihai „Marti” Popescu (Domino). Adrian Ilie susține pe blogul său: „Atunci, într-o pauză, au venit la mine Ion Olteanu, Marti Popescu (Dumnezeu să-l ierte) și Nelu Dumitrescu. Încercau să mă convingă să îi pot coopta în trupa IRIS. Era ceva penibil și simțeam că parcă nu aveam dreptul să nu-i primesc pe Olteanu și Dumitrescu. Ei făcuseră trupa.”
Începe colaborarea cu Cenaclul Flacăra condus de Adrian Păunescu, dar formula Cristi Minculescu – Adi Ilie – Marti Popescu – Nuțu Olteanu - Nelu Dumitrescu, considerată formula de aur Iris, nu avea să dureze prea mult, primii doi plecând pentru a forma Voltaj (împreună cu Dan Cimpoeru, Nikki Dinescu și Rad Horațiu).
Pe lângă Nelu Dumitrescu și Marti Popescu, Nuțu Olteanu devine coleg de trupă cu chitaristul Dan Bădulescu și cu vocalista Sanda Lăcătușu, aduși să-i înlocuiască pe Adi Ilie și Cristi Minculescu. Nici această formulă nu rezistă mult, pentru că Minculescu va reveni la IRIS împreună cu chitaristul Florin Ochescu. În această formulă, Cristi Minculescu - Nuțu Olteanu - Florin Ochescu - Marti Popescu - Nelu Dumitrescu, IRIS lansează în 1984 primul lor LP, intitulat „Iris”, la casa de discuri Electrecord.
În perioada următoare se produce plecarea lui Ochescu și din nou a lui Cristi Minculescu, atras de Cenaclul Flacăra și de trupa Totuși. După câteva luni de pauză, Nuțu, Nelu și Marti îl conving pe Adrian Ilie să revină la IRIS. Mai era nevoie și de un solist vocal: acesta va fi Dan Bittman, pe atunci student. În articolul „Iris Aeterna trădare”, Adrian Ilie susține că el este cel care l-a adus pe Dan Bittman la IRIS.
Inițial, Iris înregistrează 3 melodii alături de Dan Bittman, iar O viață de om începe să fie difuzată sub numele Iris, înregistrarea fiind sub numele Incognito.
Urmează dese schimbări de componență ale trupei, Nuțu Olteanu și Nelu Dumitrescu rămânând singurele prezențe constante. Marti Popescu părăsește IRIS pentru Holograf, fiind înlocuit de Doru Borobeică. Apoi Adrian Ilie, care își depusese actele pentru emigrare în S.U.A., este înlocuit cu Bogdan Stănescu, care nu stă nici el prea mult, în locul lui sosind Mihai Alexandru. Imediat după aceea Bittman pleacă la Holograf, iar Cristi Minculescu revine ca solist vocal.
În 1986, Nuțu Olteanu decide să părăsească definitiv IRIS, înlocuindu-l la Holograf pe Mihai Pocorschi, care se îmbolnăvise de hepatită. Aici, alături de Dan Bittman (voce), Tino Furtună (claviaturi), Marti Popescu (bas) și Edi Petroșel (baterie), Nuțu înregistrează albumul Holograf 2, care va apărea la Electrecord în 1987. Curând după aceea, Marti Popescu este înlocuit de Iulian „Mugurel” Vrabete și formula trupei va rămâne neschimbată pentru următorii câțiva ani.

Nuțu Olteanu cântând cu Holograf în 1990. Secvență din videoclipul „Te voi iubi”.

În 1988, formația lansează albumul Holograf III, care se vinde în peste 200.000 de copii, devenind probabil cel mai mare succes al anilor '80 din țară. Holograf a reușit să concerteze de câteva ori și în străinătate, însă doar în state socialiste (Bulgaria, URSS, Germania Democrată, Polonia, Coreea de Nord) și doar cu ocazii oficiale. Formația întreprinde turnee în țară și cântă verile la Costinești. Continuă și lucrul în studio, iar maxi-single-ul „Holograf 4” apare în toamna anului 1989, cu același Nuțu Olteanu la chitară.
La începutul anului 1990, Holograf întreprinde primele deplasări în Vest. Formația participă la festivalul „Printemps de Bourges” din Franța și imprimă în Anglia albumul World Full of Lies. Este momentul în care Nuțu Olteanu părăsește Holograf și se stabilește în Suedia, fiind înlocuit cu Florin Ochescu.
După perioada de acomodare în noua sa țară, Nuțu își formează propria trupă, Ion Olteanu Band, cu care va reveni în România pentru un recital în cadrul Festivalului „Rock '92”. Din trupa sa mai faceau parte Petus Kukulski (pian, voce), Kjell Allinger (orgă), Ken Sundberg (bas, voce) și Christer Karlsson (baterie).
În anii '90, Nuțu Olteanu cântă cu trupa suedeză LedBoots, alături de Christopher Shooroi (chitară, voce), Ken Sundberg (bas, voce), Anders Diephuis (baterie), și vine apoi din nou în România, de data aceasta pentru concertul aniversar „Iris 20 de ani”, desfășurat în 1997 la Sala Polivalentă din București. Nuțu a cântat la chitară și cu vocea pe piesa „Lumina zilei”, alături de Sorin Chifiriuc.
În 2003, Holograf lansează albumul Pur și simplu, unul din cele mai bine vândute albume românești, iar Nuțu Olteanu este invitat să participe la turneul național de promovare a acestuia. Chitara lui Nuțu se poate auzi și pe CD, pe a cincea piesă, „Înger de-aș fi”.
Pe 31 martie 2009, Nuțu Olteanu e invitat de Holograf să participe la concertul de lansare a ultimului lor album, Primăvara începe cu tine.
Actualmente, Ion Olteanu este membru a două trupe suedeze: Bejerstrand și Sabbtail. Bejerstrand, înființată de veteranul Ulf Bejerstrand la Kalmar, în 1977, este o trupă de rock clasic, iar componența din 2009 este următoarea: Ulf Bejerstrand (voce), Ion Olteanu (chitară, voce), Mattias Mueller (chitară, voce), Björne Brzokoupil (bas, voce) și Pelle Berglund (baterie). Sabbtail, trupă de Melodic Heavy / doom metal formată în 1996 de Jan Bingegård și Jan Lund, este o trupă prin care s-au perindat și câteva nume notabile ale scenei rock suedeze: Fredrik Åkesson, chitarist între 2005−2007 la Arch Enemy, Mats Levén, fost clăpar la Yngwie J. Malmsteen, Abstrakt Algebra și Therion, sau Niclas Granath, fost membru al trupei Destiny. Componența actuală a Sabbtail este: Kent Ploog (voce), Ion Olteanu (chitară, voce), Jan Bingegård (chitară), Jan Lund (bas) și Fredrik Frykman (baterie).
În acest moment Sabbtail se pregătește să scoată pe piață discul Noi nYr, pentru care trupa a terminat înregistrările la studioul Boo-studios. Albumul este produs de Robert Wellerfors și ilustrat de graficianul Mattias Norén.
În anul 2013 Nuțu Olteanu formează împreună Cristi Minculescu, fostul său coleg de la Iris, proiectul Cristi Minculescu & Nuțu Olteanu Super Grup. Din proiect mai fac parte Ken Sundberg (bas) și Anders Diephuis (baterie). În această formulă au loc concerte și apariții TV și sunt înregistrate trei piese: „Vom veni (Ne-am întors)”, „Nopți de vis” și „Strada ta (de vară)”. Cei doi muzicieni renunță la proiect în 2015, când Minculescu revine la Iris.
La sfârșitul lunii august 2017, după scindarea grupului Iris, Nuțu Olteanu se alătură Iris-ului condus de cofondatorul Nelu Dumitrescu, participând la înregistrările de studio și la concertele importante. În calitate de membru Iris, participă la concertul aniversar Iris 40 de ani (Berăria H, București, 27 octombrie 2017) și la concertul de lansare al albumului Lumea toată e un circ (Hard Rock Cafe, București, 23 octombrie 2018). Își aduce contributia ca instrumentist și compozitor la albumele Lumea toată e un circ și Zodiac.

## Discografie
- Iris – „Corabia cu pânze”, „Țara adevărului”, „Ape curgătoare”, „Lumina zilei” — piese demo în arhiva Electrecord, august 1977
- Iris – „Țara adevărului”, „Lumina zilei” — piese înregistrate pe bandă de magnetofon și difuzate la Radio în emisiunea Meloritm, 1977
- Iris – „Mă întorc acasă” — piesă demo în arhiva Electrecord, septembrie 1978
- Iris – „Corabia cu pânze” — Formații de muzică pop 3 (LP), Electrecord, 1978
- Roșu și Negru – „Amurgul”, „Nufăr alb” — piese înregistrate la Radio, 1980, ulterior sunt incluse pe Culori (LP), Electrecord, 1985
- Roșu și Negru – „Aleargă”, „Nea Mărin”, „Gândul meu” — piese înregistrate la Radio, 1980
- Iris – „Daruri omului”, „În calea norilor”, „Sub semnul fulgului de nea”, „O viață de om” — piese înregistrate pe bandă de magnetofon, 1984–1985
- Iris – Iris I (LP), Electrecord, 1984
- Holograf – Holograf 2 (LP/MC), Electrecord, 1987
- Holograf – Holograf III (LP/MC), Electrecord, 1988
- Holograf – Holograf Patru (maxi-single), Electrecord, 1989
- Holograf – World Full of Lies (CD), Electrecord, 1990, imprimat în Anglia
- Holograf – World Full of Lies (CD), Capitan Records (Italia), 1993, reeditare
- Holograf – Pur și simplu (CD), Holograf Production & Roton, 2003 — partitură de chitară la piesa „Înger de-aș fi”
- Iris – I.R.I.S. 4Motion (4xCD), Zone Records, 2003 — partitură de chitară la piesa „Voodoo Child (Slight Return)” înregistrată în concertul „Iris 20 de ani” (Sala Polivalentă, București, 17 octombrie 1997)
- Sabbtail – Noi nYr (CD), Boo-studios — album înregistrat, aflat în faza de postproducție.[11]
- Cristi Minculescu & Nuțu Olteanu Super Grup – „Vom veni (Ne-am întors)”, „Nopți de vis” și „Strada ta (de vară)” — piese înregistrate în 2014
- Iris – Lumea toată e un circ (CD/2LP), MediaPro Music/Universal Music România, 2018
- Iris Nelu Dumitrescu – Zodiac (CD/LP), MediaPro Music/Universal Music România, 2022
- Nuțu Olteanu's Guts & Grace – „Descântec” (2018), „Dunărea Delta Blues” (2018), „Blind Man's Dog” (2020), „All We Wanna Do” (2020, cu Dan Bittman), „November Sun (Unhappy New Year)” (2022, video-single)[14]

## Viața personală
Ion Olteanu a fost acuzat de fostul chitarist Adrian Ilie că este „fiu de colonel de Securitate”. Pe forumul oficial Holograf Nuțu Olteanu răspunde: „Eu nu am ascuns niciodată că tatăl meu a fost ofițer de Securitate. Este o meserie și nu există țară care să nu o aibă, cu nume diferite desigur. Ilie Adrian habar nu are cine a fost tatăl meu, așa cum eu habar nu am cine a fost tatăl lui. Tatăl meu a fost cel mai corect om pe care l-am cunoscut și nu cred că a făcut rău la nimeni vreodată.”
Ion Olteanu este actualmente stabilit în Suedia, unde a emigrat în 1990, la vârsta de 33 de ani. Este căsătorit cu Patricia și are trei fete: Laura - născută în 1996, Alexandra - născută în 1997 și Frida - născută pe 5 august 2008.